# KEIRINグランプリ'91
KEIRINグランプリ'91（けいりんぐらんぷりきゅうじゅういち）は1991年12月30日に立川競輪場で開催されたKEIRINグランプリである。優勝賞金3000万円。

## 出場選手
| 車番 | 選手       | 登録地 |
| ---- | ---------- | ------ |
| 1    | 滝澤正光   | 千葉   |
| 2    | 坂本勉     | 青森   |
| 3    | 井上茂徳   | 佐賀   |
| 4    | 神山雄一郎 | 栃木   |
| 5    | 佐々木昭彦 | 佐賀   |
| 6    | 坂巻正巳   | 茨城   |
| 7    | 鈴木誠     | 千葉   |
| 8    | 俵信之     | 北海道 |
| 9    | 小橋正義   | 岡山   |

## 競走結果
| 着順 | 選手       | 決まり手 |
| ---- | ---------- | -------- |
| 1    | 鈴木誠     | 捲       |
| 2    | 滝澤正光   | マーク   |
| 3    | 小橋正義   |          |
| 4    | 坂本勉     |          |
| 5    | 井上茂徳   |          |
| 6    | 佐々木昭彦 |          |
| 7    | 俵信之     |          |
| 8    | 神山雄一郎 |          |
| 9    | 坂巻正巳   |          |

### 配当金額
| 枠単 | 5-1 | 2,000円 |

## エピソード
- この年の入場者数42,528人は、現在でもKEIRINグランプリの最多入場者数となっている。

- GP単体の売上は、66億4564万0900円。目標の60億円を突破した。

- シリーズ三日間の売り上げは、166億7516万5900円となった。

### 競走データ
- 当レースを制した鈴木誠が、当レース終了前まで、賞金ランクトップだった滝澤正光を上回り、当年の賞金王に輝いたが[1]、グランプリの優勝を果たして逆転で賞金王となったケースは、この年が最初である。